# 宮原奨伍
宮原 奨伍（旧芸名：宮原 将護、みやはら しょうご、1980年〈昭和55年〉7月18日 - ）は、日本の俳優・モデルである。東京都出身。SHIN ENTERTAINMENT所属・モデルエージェンシー マドモアゼル提携。妻は女優の江田恵。

## 人物
- 出身校：明治大学付属明治高等学校・中学校（バスケットボール部所属）[5]、明治大学
- 趣味：水泳・韓国語・体操・ダンス
- 特技：バスケットボール・英語

## 出演

### テレビ
- QVCショッピングを超えてゆく（JCNプラスチャンネル）
- 空の港で。それぞれのエアポート物語[6] 第8回（2008年5月24日、テレビ東京） - 新郎 役
- あり得ない! 第9話「通夜の前日」（2010年3月10日、毎日放送） - アラタ 役[7]
- 松本清張特別企画 一年半待て（2010年12月8日、BS-TBS）[8] - 余田 役
- 連続ドラマW 天の方舟 #4（2012年12月30日、WOWOWプライム）[9] - 橋爪 役
- 月曜ゴールデン 松本清張没後20年スペシャル 寒流（2013年1月14日、TBSテレビ系）[10]
- 月曜ミステリーシアター（TBSテレビ系）
  - 名もなき毒 第3話（2013年7月22日）[11]
  - 確証〜警視庁捜査3課 第7話（2013年5月27日）[12] - 佐々部淳 役
- 大河ドラマ 麒麟がくる 第25回・第26回・第28回（2020年9月27日・10月4日・18日、NHK） - 三好長逸 役[13]

### 映画
- 逆鱗組七人衆（2005年9月10日公開、原作：嵐山光三郎、監督：市川徹、さざ波）[14] - 七人衆・ショウタ 役
- とびだせ新選組!（2013年11月30日公開、原作：桑原譲太郎、監督：野伏翔、「とびだせ新選組！」製作委員会） - 沖田総司 役[15]
- 一粒の麦 荻野吟子の生涯[16]（2019年10月26日公開、監督：山田火砂子、現代ぷろだくしょん） - 稲村貫一郎 役[17]

### 舞台
- 銀岩塩 VOL.1 ジアース アート ネオライン 神聖創造物～その老人は 誰よりも 若かった～（2015年12月30日 - 2016年1月3日、本多劇場）[18] - 日替わりゲスト
- 私を殺して...（2017年7月1日 - 10月9日、原作：イ・フンクック、脚色・演出：吉村ゆう、東京ハイビーム・四谷天窓提携企画ロングラン公演） - 主演・男 役 ※細見大輔・久下恭平・本家徳久とクワトロキャスト[19]
- 新・古事記ミュージカル 天の河伝説（2019年7月3日 - 7日、作・演出：旺季志ずか、博品館劇場）[20] - 紗月（ツキヨミ）役
- COCOON PRODUCTION 2021 泥人魚（作：唐十郎、演出：金守珍、2021年12月6日 - 29日、シアターコクーン）[21]
- すいません、どうかしてました。（作・演出：今川宇宙、2024年1月12日 - 17日、新宿シアタートップス）[22]
- ネムレナイト（脚本・演出：塩田泰造、2024年4月10日 - 21日、下北沢ザ・スズナリ）[23]
- 〜新感覚つかこうへい〜 熱海殺人事件（演出：逸見輝羊、2024年6月12日 - 16日、シアター・アルファ東京） - 主演・木村伝兵衛 役[24][25]
- リア王2024（上演台本・演出・主演：横内正、2024年8月29日 - 9月2日、三越劇場）[26]
- 鬼神の影法師 -千年双月篇-（脚本：木村純子、演出：樋口夢祈、2025年1月9日 - 21日、あうるすぽっと）[27]
- 熱海殺人事件・売春捜査官（脚本：つかこうへい、演出：逸見輝羊、2026年2月4日 - 8日〈予定〉、紀伊國屋ホール）[28]

### CM
- 「大人のきのこの山」「大人のたけのこの里」6秒動画シリーズ「大人のチョコスナック6秒劇場『きの子と竹彦』」（2017年9月 - 、明治）– 竹里竹彦 役[29]